# Bommanahal-U, Sindhnur
Bommanahal-U là một làng thuộc tehsil Sindhnur, huyện Raichur, bang Karnataka, Ấn Độ.